# Carrozzeria Castagna

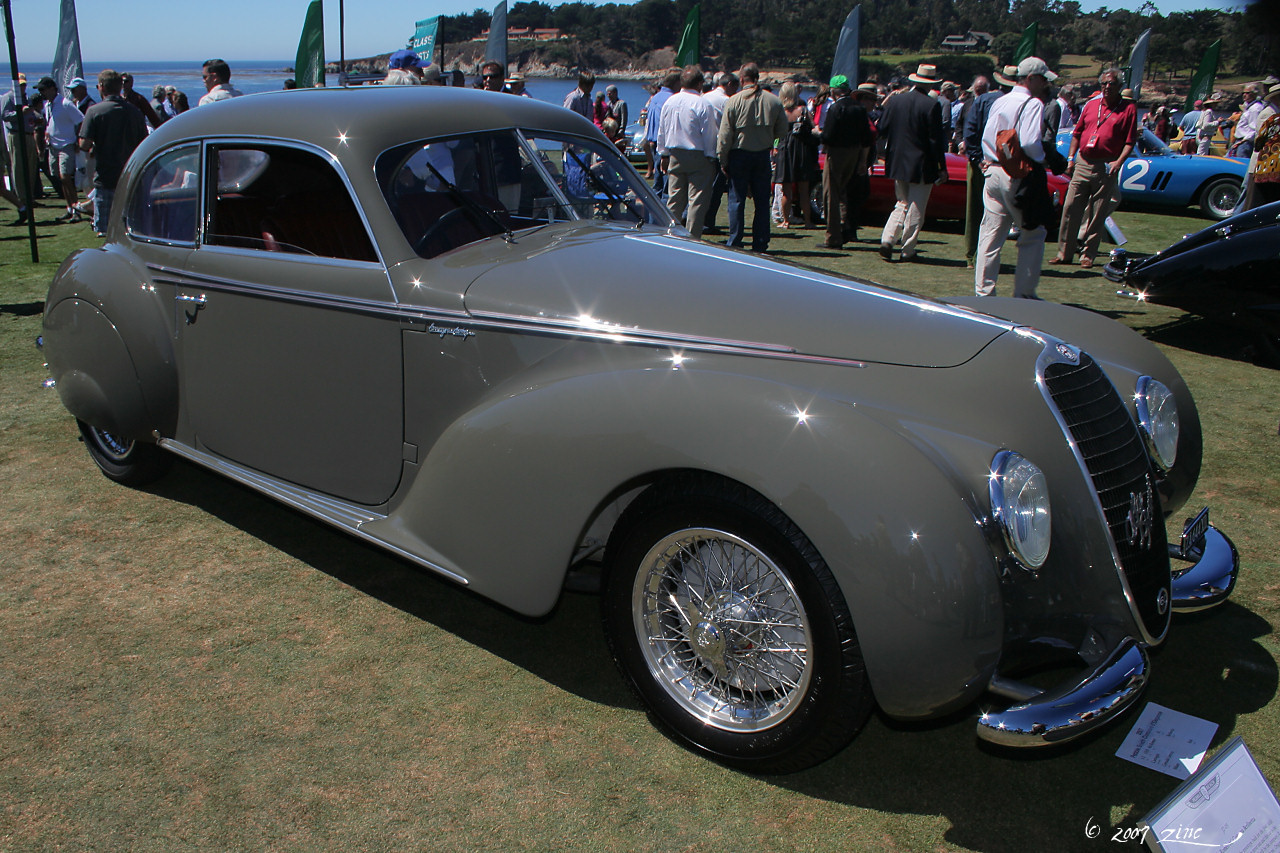
Alfa Romeo 6C 1939, byggd av det ursprungliga Carrozzeria Castagna.

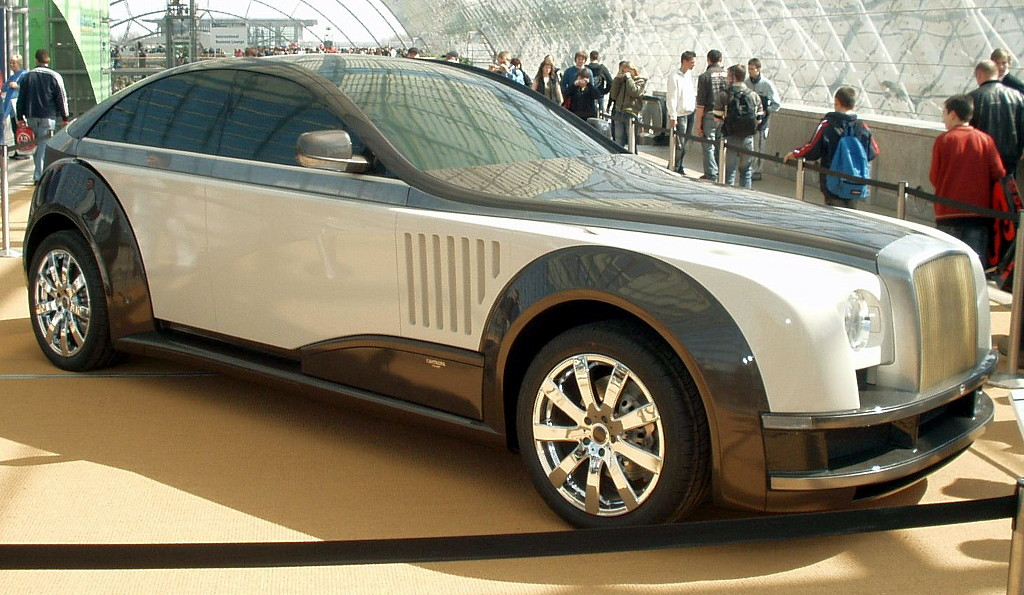
Imperial Landaulet 2006, byggd av det moderna Carrozzeria Castagna.

Carrozzeria Castagna är en italiensk karossmakare med verksamhet i Milano.

## Carrozzeria Castagna
Företaget startades redan 1849 av Carlo Castagna.  Castagna byggde sin första bilkaross i slutet av 1800-talet. Under Carlos son Ercole växte Castagna till Italiens största karossmakare men efter andra världskriget försvann marknaden för specialkarosser och verksamheten upphörde 1954.

## Castagna Milano
1994 återupplivade formgivarna Gioacchino Acampora och Umberto Pietra namnet Castagna. Det nya företaget har byggt ett antal okonventionella prototyper men även specialversioner av New Mini.